# Webb Seymour (10e duc de Somerset)
Webb Seymour, 10e duc de Somerset (3 décembre 1718 - 15 décembre 1793) est le fils d'Edward Seymour (8e duc de Somerset) et de son épouse, Mary Webb.

## Biographie
Il est baptisé le 4 décembre 1718 à Easton, dans le Wiltshire. Il hérite ses titres de son frère Edward Seymour, 9e duc de Somerset en 1792. Il meurt à Maiden Bradley, Warminster , Wiltshire, le 24 décembre 1793, et y est enterré.
À Londres le 11 ou le 15 décembre 1769, il épouse Anna Maria ou Mary Anne Bonnell (décédée à Londres, Upper Grosvenor Street, 23 juillet 1802), fille de John Bonnell, de Stanton Harcourt, Oxfordshire (baptisée St. Dunstan's, le 2 juillet 1689 – inhumée Stanton Harcourt, Oxfordshire, 28 novembre 1757), fils d'Andrew Bonnell, marchand de Londres  et a quatre fils:
- Edward Seymour (22 avril 1771, bap. Monkton Farleigh, Wiltshire, 20 mai 1771 – enterré le 4 février 1774) [3]
- Webb Seymour (Monkton Farleigh , Wiltshire, 11 mai 1772, bap. Monkton Farleigh, Wiltshire, 8 juin 1772 – , enterré Monkton Farley, Wiltshire, 4 février 1774) [3]
- Edward St Maur (11e duc de Somerset) (1775 – 1855)
- John Webb Seymour (7 février 1777 – 15 avril 1819), membre de la Royal Society, célibataire et sans descendance